# 丹阳站
丹阳站是京沪铁路和沪宁城际高速铁路上的一个车站，位于中国江苏省镇江市丹阳市，始建于1907年，目前每天有50余列火车在丹阳火车站停靠，货运不办理货物发送、到达业务，包括中转苏北28县市的物资 。车站设有南北两个站房，为所有旅客列车的乘客提供服务。

## 历史

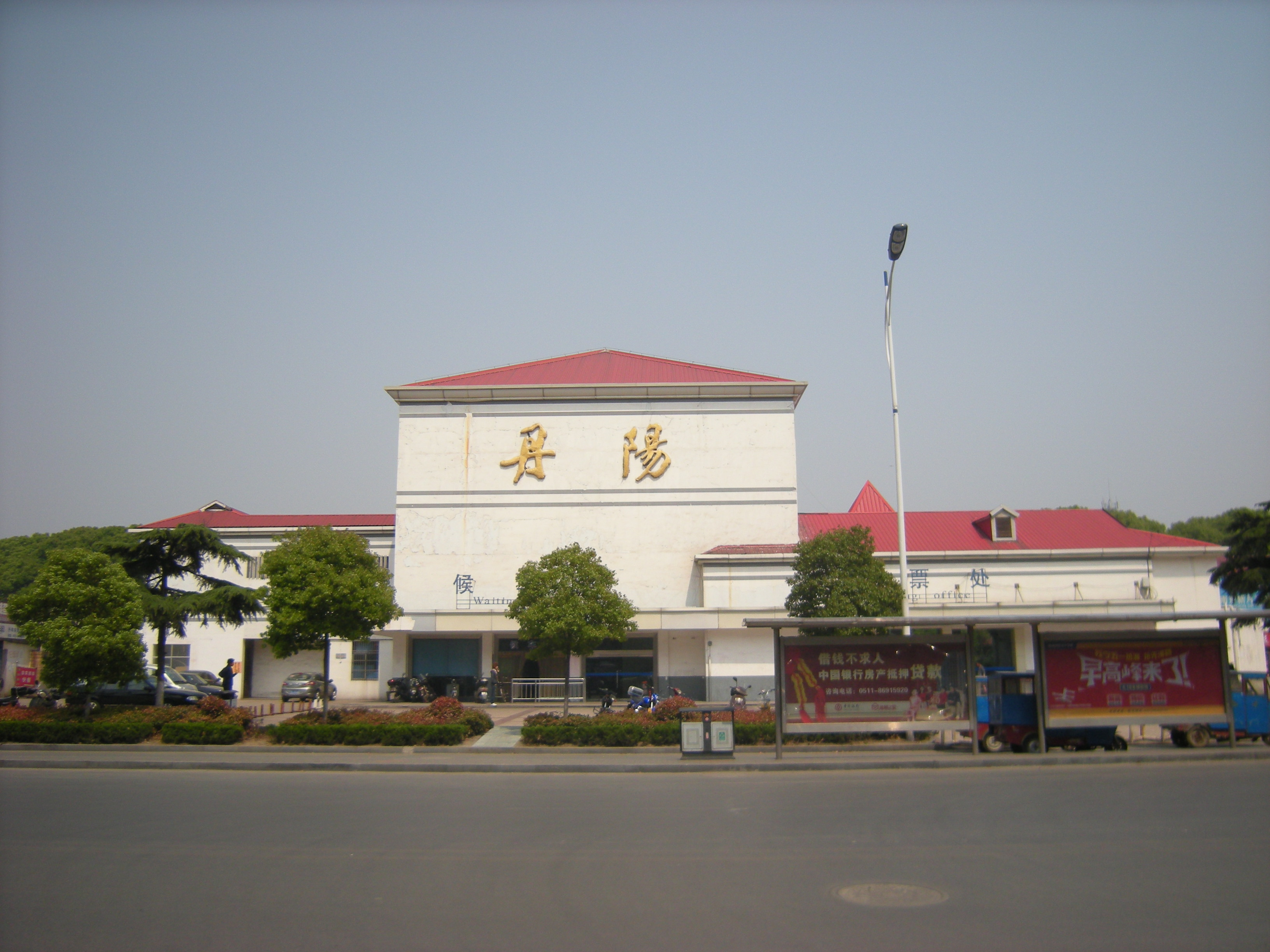
丹阳站南广场老站房

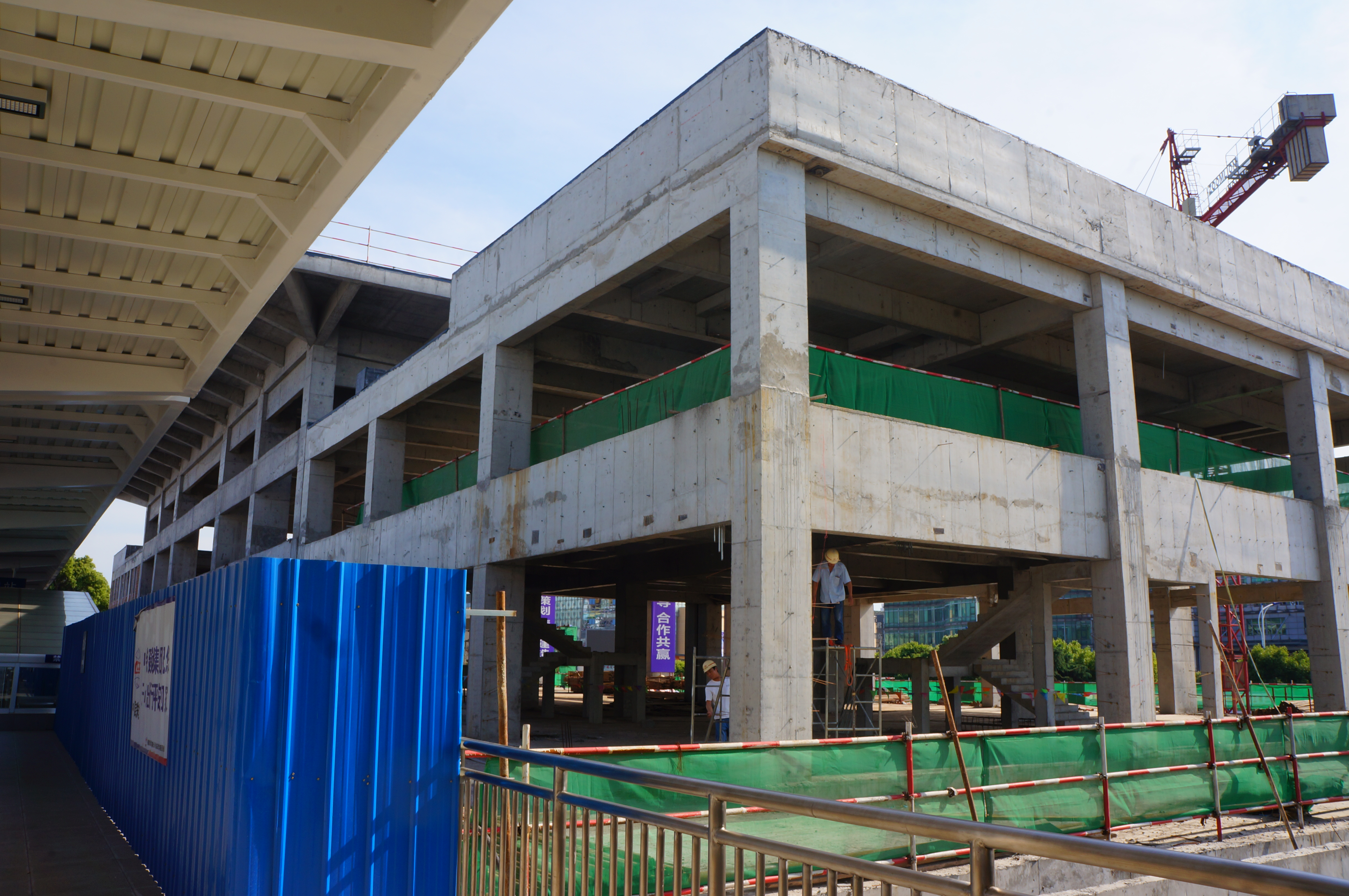
建设中的南站房，2017年5月

丹阳站始建于1907年，随原沪宁铁路的通车而开通。1958年丹阳境内的京杭大运河改造，车站随之东移迁至现址。1989年1月24日，丹阳站新站房投入运营。新站房面积3340平方米，其中候车室面积1328平方米，时为沪宁铁路上建筑风格比较新颖的车站。2007年中国铁路第六次大提速后丹阳站作为沪宁动车组列车的停车站之一，对车站站舍外观、候车室、售票厅进行了小规模改造。2010年7月1日，沪宁城际高速铁路开通，位于既有站房东侧的丹阳站城际站房投入运营。
随着铁路发展，1989年建成的站房已不能满足需求。虽然丹阳市政府与上海铁路局已于2010年签订了丹阳火车站“一体化”改造合约，但丹阳站相关的改造工程直至2015年才开始。丹阳站改造将拆除原站房，新建站房面积近4000平方米，可同时容纳1000人候车，并将普速场站台改为高1250毫米的高站台，同时新建联通南北广场的进出站地道。在丹阳站普速场改造期间，普速场停止办理客运业务。2017年1月10日，普速场站台改造完毕。2018年2月1日，丹阳站新建南站房投入使用，车站改造正式结束。
丹阳站曾经由丹阳车务段管辖。1978年，丹阳车务段成立，管辖京沪铁路栖霞山到新闸镇间15个车站。2003年丹阳车务段被撤销，丹阳境内的3个车站改为镇江直属站管理、奔牛和新闸镇站改由常州直属站管理、栖霞山和龙潭站则改由南京东直属站管理。2006年镇江直属站合并至常州直属站。2011年曾改由苏州直属站管理:273，2011年被划为重新成立的镇江直属站管理。

## 车站结构

### 站房
南站房
丹阳站南广场（普速场）新站房于2018年2月1日投入使用，通常被称作南广场。站房按主体两层、局部三层设计，其中站房底部改为架空层设计，总面积约5300平方米。再加上站房近4000平方米的面积，总建筑面积9300平方米。丹阳站南站房主体长118.9米，宽44.8米，建筑高度为19.75米。站房通过使用幕墙为花岗岩加玻璃加铝板，增加中国红作为点缀，以体现“丹凤朝阳”的建筑意向。售票大厅设置在底部架空层北侧，设有5个售票窗口和6个自助售票机。候车室位于站房中部，面积近1300平方米，设有500张座椅，可同时容纳1000人候车。
北站房
对外称作北广场。北站房建筑面积为4000平方米，站房综合楼为地上一层，局部两层。北站房旅客候车在一楼，候车面积1440平方米，设座椅100张，可同时容纳1500名旅客候车。站房内有二座8米宽的地道，乘车旅客在检票后，通过西地道至站台乘车；下车旅客通过东地道出站，西边的出站地道与既有站房地道相通，供下车旅客出站使用。
- 南站房售票处
- 南站房候车室
- 位于南站房1站台的进站地道口
- 站台南侧的出站地道

### 站场
丹阳站设有普速和城际两个站场，站场与南北两个站房设有地道连接。
丹阳站普速场为2台5线布置，由京沪铁路经过。普速场上行方向为1站台，下行方向为2站台。丹阳站普速场在2016年的改造前为3站台5线，改造时将原2、3站台拆除改为花坛，花坛上设置了女贞、紫薇交叉点缀的18个长方形大花坛和由樱花点缀的17个品字型小花坛。
丹阳站城际场位于既有普速场以东，有沪宁城际高速铁路经过，为2台6线。
| 站台 | 侧式站台           | 侧式站台                              |
| 站台 | 1站台              | 京沪铁路 往北京方向（镇江东站）       |
| 站台 | 侧线               | 京沪铁路列车                          |
| 站台 | 花坛（原2、3站台） |                                       |
| 站台 | 通过线             | 京沪铁路上行列车通过线                |
| 站台 | 通过线             | 京沪铁路下行列车通过线                |
| 站台 | 侧式站台           |                                       |
| 站台 | 2站台              | 京沪铁路 往上海方向（丹阳东站）       |
| 站台 | 3站台              | 沪宁城际高速铁路 往南京方向（丹徒站） |
| 站台 | 岛式站台           |                                       |
| 站台 | 4站台              | 沪宁城际高速铁路 往南京方向（丹徒站） |
| 站台 | 通过线             | 沪宁城际高速铁路上行列车通过线        |
| 站台 | 通过线             | 沪宁城际高速铁路下行列车通过线        |
| 站台 | 5站台              | 沪宁城际高速铁路 往上海方向（常州站） |
| 站台 | 岛式站台           |                                       |
| 站台 | 6站台              | 沪宁城际高速铁路 往上海方向（常州站） |